# 프랑크푸르트 대성당

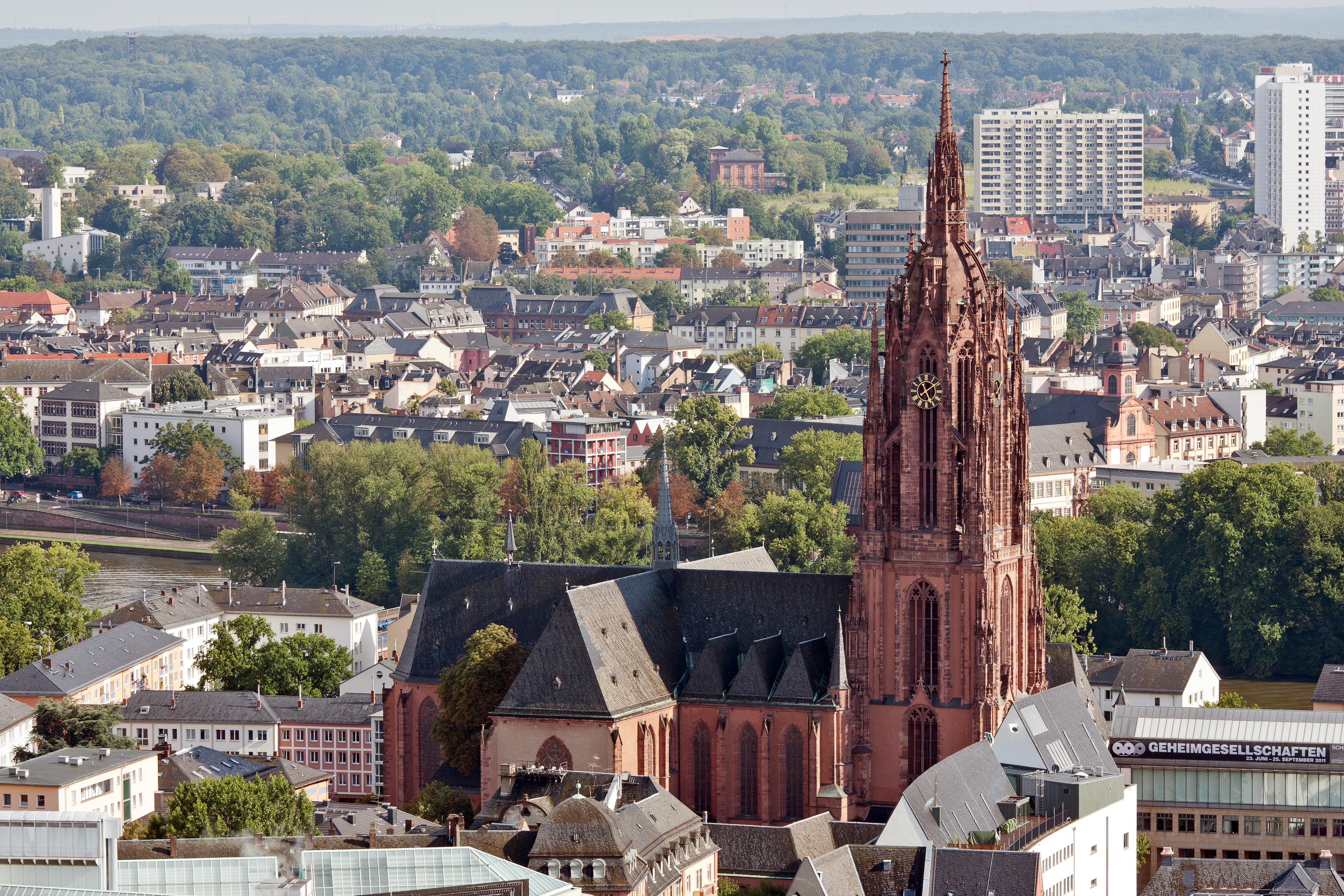
프랑크푸르트 대성당

프랑크푸르트 대성당(독일어: Frankfurter Dom) 또는 성 바르톨로메오 제국 대성당(독일어: Kaiserdom Sankt Bartholomäus)은 독일 헤센주 프랑크푸르트암마인 중심부에 위치한 로마 가톨릭 고딕 양식의 성당이다. 성 바르톨로메오에게 바쳐졌다.
도시에서 가장 큰 종교 건물이며 이전에는 대학 교회였다. '대성당'이라는 이름이 들어가지만 실제로 대성당이었던 적은 없다. 그래도 카이저돔(Kaiserdom, 제국 대성당)이라는 중요성 때문에 간단히 돔(Dom) 이라고 불린다.